# Jörg Schiedek
Jörg Schiedek (* 17. Januar 1970) ist ein deutscher Behindertensportler.

## Leben
Jörg Schiek stammt aus Jena. Als Sportart wählte er die Leichtathletik, in der er in mehreren Disziplinen aktiv wurde. Neben Weitsprung und Laufwettbewerben (100-m-Staffel- und 400-m-Staffellauf) wurde seine Paradedisziplin der Speerwurf.
Wegen seiner guten Leistungen, besonders im Speerwurf, wurde er in die deutsche Behindertennationalmannschaft berufen, mit der er an drei Paralympischen Sommerspielen (1992, 1996 und 2000) jeweils in der Leistungsgruppe E 46 teilnahm. Bei den Paralympischen Sommerspielen 1996 wurde er im Speerwurf mit 53,58 m Olympiasieger und damit Gewinner einer Goldmedaille. Auch bei der Weltmeisterschaft 1998 erreichte er den ersten Platz. Bei den Paralympischen Spielen 2000 war er wieder dabei. Er gewann, ebenfalls im Speerwurf, eine Bronzemedaille.
Für den Gewinn der Goldmedaille 1996 wurde er vom Bundespräsidenten mit dem Silbernen Lorbeerblatt ausgezeichnet.